# Rich the Kid
Rich the Kid, de son vrai nom Dimitri Leslie Roger, né le 13 juillet 1992 dans le borough du Queens à New York,  est un rappeur, compositeur et producteur américain. Le 9 juin 2017, Rich the Kid annonce sa signature avec Interscope Records. Son premier album studio The World Is Yours est sorti le 30 mars 2018.

## Jeunesse
Dimitri Leslie Roger est né dans le Queens, à New York aux États-Unis. Il est de descendance haïtienne et a grandi en parlant le créole haïtien couramment,. Après le divorce de ses parents à l'âge de 13 ans, Roger a déménagé avec sa mère à Woodstock, une ville dans la banlieue nord d'Atlanta.
Roger a dit avoir grandi en écoutant Nas, Jay-Z, 2Pac, The Notorious B.I.G. et 50 Cent, mais après avoir déménagé, il a commencé à écouter T.I. et Young Jeezy. Son premier nom de rappeur fut Black Boy The Kid, mais il a plus tard opté pour Rich the Kid. Il a été scolarisé au Elmont Memorial Junior – Senior High School à Elmont, New York.

## Carrière
En 2013, il sort sa première mixtape solo, Been About the Benjamins et sort plus tard une série de mixtapes collaboratives avec Migos appelée Streets On Lock (volume 1 et 2), dont le volume 3 est sorti en 2014. Sa deuxième mixtape solo intitulée Feels Good 2 Be Rich est sortie en août 2014, où l'on y retrouvait des artistes tels que Young Thug, Rockie Fresh, Kirko Bangz, Yo Gotti et RiFF RaFF. En novembre 2014, Roger a sorti le single On My Way en featuring avec les artistes de GS9, Bobby Shmurda & Rowdy Rebel.
Le premier travail de Roger sorti en 2015 fut la mixtape collaborative Still On Lock avec Migos. En août 2015, il sort Flexxin on Purpose. Le projet aux 14 pistes contient des collaborations avec Fetty Wap, Ty Dolla $ign, Rich Homie Quan, Young Dolph, 2 Chainz et Peewee Longway. Roger et iLoveMakonnen sortent Whip It le jour de Thanksgiving, le 26 novembre 2015, avec des invités tels que Rome Fortune, Migos, T-Wayne and Key!,. Le mois suivant, Dabbin' Fever sort le 24 décembre 2015, avec des apparitions de Wiz Khalifa, Curren$y, Kodak Black et Migos. Il sortit la mixtape Trap Talk en avril 2016, sur laquelle apparaît Kodak Black, PartyNextDoor, Ty Dolla $ign, Migos et 21 Savage. En mai 2017, il collabore sur la chanson Bankroll de Diplo, avec Rich Brian et Young Thug,,,.

Le 9 juin 2017, Roger annonce sa signature avec Interscope Records. Dans une interview avec XXL, Rich the Kid a parlé de cette décision:
I was talking to different labels, Columbia, RCA, Epic, I decided not to sign with Epic even after L.A. Reid offered me a crazy deal. [Senior Vice President of A&R at Interscope] Manny Smith & Interscope CEO John Janick understand me and my vision for myself and also my label. Interscope gave me the opportunity to take over the game completely and that's what I'm going to do.
Roger a sorti le single New Freezer en featuring avec Kendrick Lamar le 26 septembre 2017. Le morceau a été certifié platine le 27 mars 2018 par la RIAA. Son premier album, The World Is Yours, est sorti le 30 mars 2018 et comporte des apparitions d'artistes tels que Lil Wayne, Swae Lee, Quavo, Offset, Trippie Redd, Khalid, Kendrick Lamar, Rick Ross, Future, Jay Critch et Chris Brown, dont le deuxième single Plug Walk s'est placé à la 13e place du Billboard Hot 100.

## Vie privée
Roger vit actuellement à Los Angeles.
Roger est marié à Antonette Willis et ont deux enfants. En mars 2018, Willis a demandé le divorce, souhaitant la garde physique des enfants avec droit de visite et garde partagée. Elle demandait également une pension. Cela s'est produit peu après que Willis ait accusé Roger de la tromper avec la mannequin Blac Chyna et la chanteuse India Love, prétendant même que Roger avait une relation avec cette dernière. Willis a plus tard déclaré que Roger avait abusé d'elle et l'avait forcée à avorter régulièrement, disant qu'il était commun que la police soit appelée à leur domicile pour violences conjugales,.
Roger a commencé à sortir avec DJ Tori Hughes (alias Tori Brixx) peu de temps après que le divorce soit prononcé. Le 15 juin 2018, Roger a été hospitalisé après une violation de domicile chez Hughes. Selon un rapport de police, plusieurs hommes se sont introduits dans la maison d'Hughes avec des armes à feu et ont exigé de l'argent ; lorsque Roger a tenté de les confronter, il a été frappé et les hommes sont partis avec une grosse somme d'argent et des bijoux. Ils ont eu un petit garçon, Dimitri né le 12 avril 2019.

### Rivalités

#### Lil Uzi Vert
La rivalité entre Lil Uzi Vert et Roger a commencé sur Twitter après la sortie hautement publicisée d'un numéro que Lil Uzi Vert a eu avec Generation Now de DJ Drama en janvier 2018. Roger a mentionné Lil Uzi Vert, lui offrant une place à Rich Forever Music, son label, à quoi Uzi a répondu : "Boy I’m not signing for 20racks",. Un mois plus tard, le 9 février 2018, Roger a dit que lui et Lil Uzi Vert ont eu des "problèmes personnels" et le 26 février 2018, Uzi Vert a provoqué Roger en disant qu'il ressemblait à un crabe, qui lui a répondu que Lil Uzi Vert "essayait de lui ressembler". Le lendemain, Roger a sorti un aperçu d'un diss track à l'encontre de Lil Uzi Vert intitulé "Dead Friends" avec une production de DJ Mustard,.
Le 26 mars 2018, Roger sort "Dead Friends",, et a dit qu'il pensait qu'Uzi Vert ne répondrait pas. Uzi a plus tard répondu via son SoundCloud avec "Rich Forever Leaked" sur l'instrumentale de "Who Run It" de Three Side Mafia, ce à quoi Roger a répondu "Fuck that nigga".

## Discographie

### Album studio
- 2018 : The World Is Yours
- 2019 : The World Is Yours 2
- 2020 : BOSS MAN

### EP
- 2016 : Rich the Shit
- 2021 : Lucky 7

### Mixtapes
- 2013 : Been About the Benjamins
- 2014 : Feels Good to Be Rich
- 2014 : Rich Than Famous
- 2015 : Flexin' On Purpose
- 2015 : Dabbin' Fever
- 2016 : Trap Talk
- 2016 : Keep Flexin'

### Mixtapes collaboratives
- 2013 : Streets On Lock (avec Migos)
- 2013 : Streets On Lock 2 (avec Migos)
- 2013 : Lobby Runners (avec Young Thug, Migos & Peewee Longway)
- 2014 : Solid Foundation (Quality Control)
- 2014 : Streets On Lock 3 (avec Migos)
- 2015 : Still On Lock (avec Migos)
- 2015 : Streets On Lock 4 (avec Migos)
- 2015 : Whip It (avec ILoveMakonnen)
- 2016 : Rich Forever (Rich Forever Music)
- 2016 : Rich Forever 2 (Rich Forever Music)
- 2017 : The Rich Forever Way (Rich Forever Music)
- 2017 : Rich Forever 3 (Rich Forever Music)
- 2019 : Rich Forever 4 (Rich Forever Music)
- 2020 : Nobody Safe (avec YoungBoy Never Broke Again)
- 2021 : Trust Find Babies (avec Lil Wayne)

## Rich Forever Music
En mars 2016, Rich The Kid a lancé son propre label nommé Rich Forever Music,. Le premier artiste à y signer fut Famous Dex, puis le producteur The Lab Cook. Rich The Kid signe ensuite son deuxième artiste, J $tash. La première publication du label fut une compilation de 15 morceaux nommée Rich Forever Music, et comportait des artistes comme Offset, Skippa Da Flippa, Lil Yachty et OG Maco. Rapidement après cette sortie, J $tash s'est séparé du label.
Rich Forever Music a sorti son deuxième projet Rich Forever 2 en juillet 2016, une mixtape collaborative entre Rich The Kid & Famous Dex, avec des collaborations de Wiz Khalifa, Lil Yachty, Young Thug, Jaden Smith et Playboi Carti.
En juin 2016, Rich The Kid signe un accord avec 300 Entertainment pour devenir une société mère pour Rich Forever Music.
En novembre 2016, Rich The Kid signe le rappeur Jay Critch dans son label.
Le 17 mars 2017, le label sort sa troisième compilation The Rich Forever Way.
The label sort sa quatrième compilation Rich Forever 3 le 16 juin 2017.
En janvier 2018, il y a eu des rumeurs comme quoi le rappeur YBN Almighty Jay avait signé avec le label. En avril 2018, Rich The Kid a confirmé cette signature lors d'une interview avec Genius.
En mars 2018, Rich The Kid et YBN Almighty Jay ont eu une dispute après que Roger ait sorti la chanson Back Quick sans la permission de YBN Almighty Jay.
En avril 2018, YBN Almighty Jay fait une interview avec DJ Akademiks où il déclare ne jamais avoir signé avec Rich Forever Music mais avec Atlantic Records.
En mai 2018, Famous Dex a déclaré avoir quitté Rich Forever Music et qu'il était un artiste indépendant, mais Rich The Kid a affirmé via le compte Instagram du label qu'il était toujours signé sous le label.
Le label devrait sortir sa cinquième compilation Rich Forever 4 le 13 juillet 2018.

### Artiste Rich The Kid (fondateur et CEO)
- Famous Dex
- Jay Critch
- Siptee
- Tropico
- Maasko ( Rs3 Music )

#### Producteurs
- The Lab Cook
- Laron
- Osiris

#### Ex-artistes
- J $tash
- YBN Almighty Jay